# Kosmos 2361
Kosmos 2361, ruski vojni navigacijski i komunikacijski satelit iz programa Kosmos. Vrste je Parus.
Lansiran je 24. prosinca 1998. godine u 20:02 s kozmodroma Pljesecka u Rusiji. Lansiran je u nisku orbitu oko planeta Zemlje raketom nosačem Kosmos-3M 11K65M. Orbita mu je 969 km u perigeju i 1013 km u apogeju. Orbitna inklinacija mu je 82,93°. Spacetrackov kataloški broj je 25590. COSPARova oznaka je 1998-076-A. Zemlju obilazi u 104,92 minute. Pri lansiranju bio je mase kg. 
Nekoliko je dijelova još u niskoj orbiti oko Zemlje.

## Vanjske poveznice
- N2YO.com Search Satellite Database
- Celes Trak SATCAT Format Documentation (engl.)
- Kunstman  Arhivirana inačica izvorne stranice od 12. kolovoza 2019. (Wayback Machine) Satellites in Orbit (engl.)